# Морозов, Андрей Николаевич
Морозов Андрей Николаевич (родился 17 июня 1959 года в городе Москве) — доктор физико-математических наук, профессор, член-корреспондент Российской академии наук, почётный работник высшего образования РФ, заведующий кафедрой «Физика» МГТУ имени Н. Э. Баумана, генеральный директор акционерного общества «Центр прикладной физики МГТУ им. Н. Э. Баумана», главный конструктор изделий.

## Биография
В 1976 году поступил и в 1982 году с отличием окончил факультет «Машиностроение» Московского высшего технического училища им. Н. Э. Баумана, c 1982 по 1985 годы аспирант кафедры физики Московского высшего технического училища им. Н. Э. Баумана. В 1986 году защитил диссертацию на соискание ученой степени кандидата физико-математических наук. С 1988 года — доцент кафедры физики. В 1990 году присвоено ученое звание доцента по кафедре физики.

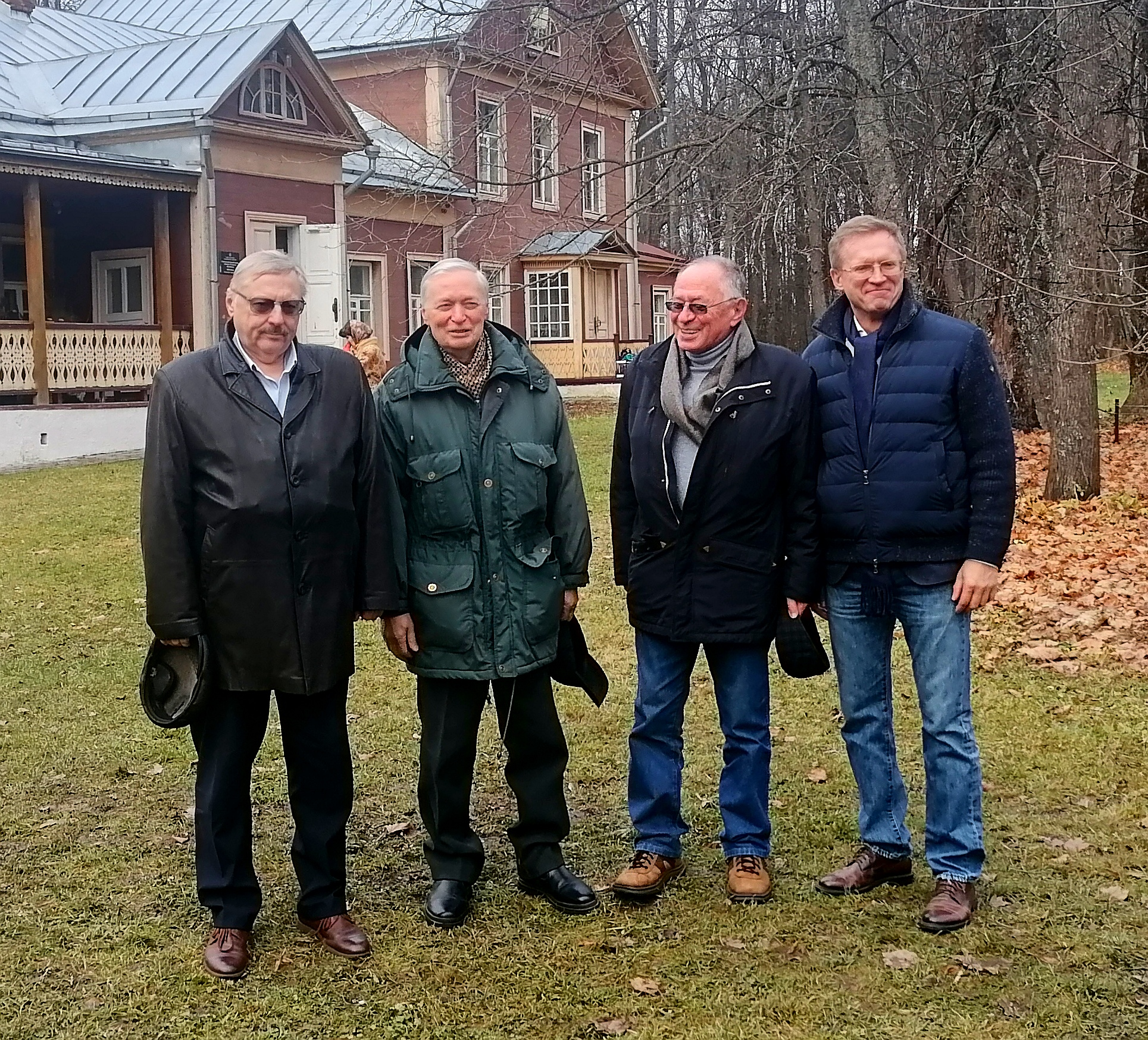
С коллегами по МГТУ

С 1988 года являлся заместителем заведующего кафедрой физики по научной работе. С 1991 года — генеральный директор Центра прикладной физики Московского государственного технического университета им. Н. Э. Баумана, с момента основания.
В 1995 году присуждена учёная степень доктора физико-математических наук. С 1995 года — профессор кафедры физики Московского государственного технического университета им. Н. Э. Баумана. В 1997 году присвоено ученое звание профессора по кафедре физики.
В 2019 году избран членом-корреспондентом Российской академии наук по Отделению нанотехнологий и информационных технологий РАН.
С 1998 года является заведующим кафедрой физики Московского государственного технического университета им. Н. Э. Баумана.
С 2015 года по 2020 год — заместитель директора по научной работе Научно-технического центра уникального приборостроения РАН.
Автор более 300 научных статей, 10 монографий, 3 учебников и 31 изобретения.
Основные научные работы Морозова А. Н. посвящены разработке теории и созданию систем пассивной и активной оптической локации химических соединений в открытой атмосфере и на подстилающих поверхностях; оптоэлектронных информационно-измерительных систем; описанию необратимых и стохастических процессов в прецизионных измерительных системах и системах управления; исследованию кинетических процессов в микрообъектах; разработке теории немарковских физических процессов. В том числе дистанционного беспробоотборного обнаружения и идентификации химических веществ. (патент № RU 2567119)
Главный конструктор информационных комплексов и приборов дистанционной оптической локации химических соединений в открытой атмосфере и на подстилающих поверхностях, принятых на снабжение Министерством обороны РФ и на вооружение Федеральной службой безопасности России.
Результаты работ докладывались на Президиуме Российской академии наук 18 марта 2008 г. и 20 марта 2012 г.
Является главным редактором серии «Естественные науки» Вестника МГТУ им. Н. Э. Баумана,
Является председателем оргкомитета Всероссийской конференции «Необратимые процессы в природе и технике».
Сопредседатель программных комитетов Международных конференций «Физические интерпретации теории относительности».
Академик Российской академии естественных наук и Европейской академии естественных наук.
Заместитель председателя экспертного совета по физике Высшей аттестационной комиссии.
Член президиума Научно-методического совета по физике Министерства образования и науки РФ.
Председатель комиссии по учебному физическому эксперименту и оборудованию.
Член трёх специализированных советов по защите докторских диссертаций.
Член Президиума Московского физического общества.
Член Научного совета при Совете Безопасности РФ.
Член Совета по приоритетному направлению Стратегии научно-технологического развития РФ «Противодействие техногенным, биогенным, социокультурным угрозам, терроризму и идеологическому экстремизму».

## Награды
Лауреат премии имени А. Л. Чижевского 2004 г.
Лауреат премии имени С. И. Мосина 2019 г.
Лауреат Первой премии МГТУ им Н. Э. Баумана за 2005 и 2014 года.
Медаль «В память 850-летия Москвы».
Крест за заслуги Европейской академии естественных наук.
Медаль имени Королева.
Почетный знак имени Циолковского.
Почетный знак «За заслуги перед Университетом».
Медаль «300 лет Российской академии наук».
Благодарственное письмо Президента Российской Федерации.